# 張国華

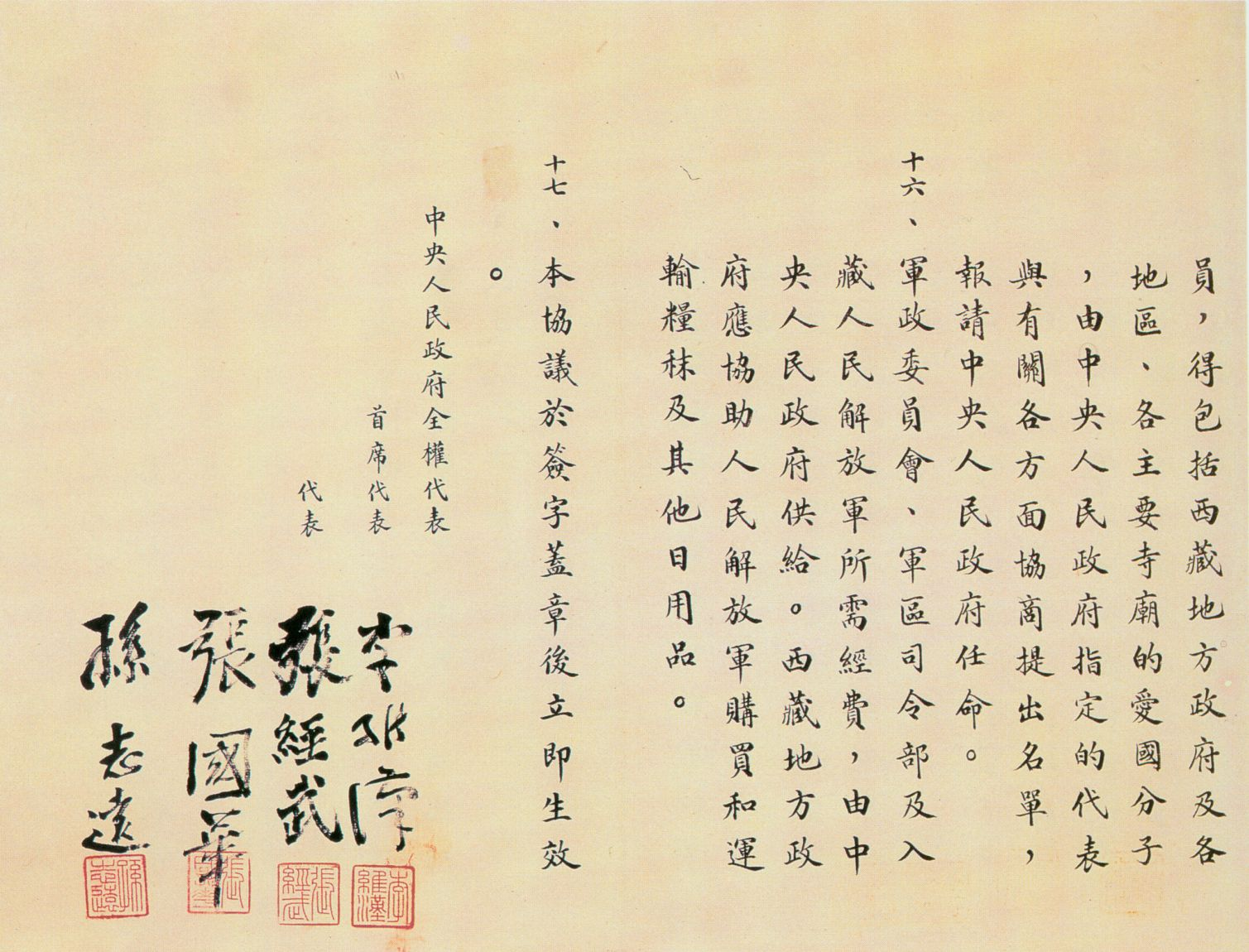
張国華十七か条協定 への署名

張 国華（ちょう こくか、1914年10月 - 1972年2月21日）は、中国の軍人。人民解放軍中将。
江西省出身。チベット侵攻指揮官、中国共産党チベット自治区委員会書記、四川省省長などを務めた。

## 概略
1914年10月 江西省永新県に生まれる。中国工農紅軍に参加し、多くの戦歴を重ねて人民解放軍中将。チベット自治区党委員会初代第一書記（自治区の党トップ）に任じられた。1951年には「9月9日、王基梅司令官率いる何千もの中国共産党軍がラサに到着した。その後を追うように張国華と譚冠率いる約20,000の中国兵がラサ入りをした。」とダライ・ラマ法王日本事務所に記載がある。1965年にチベットでの人民革命を提案した。二級八一勲章、一級独立自由勲章、一級解放勲章を叙勲した。

## 来歴
- 1914年10月 江西省永新県に生まれる
- 1929年03月 中国紅衣軍に参加
- 1930年03月 中国共産主義青年団に加入
- 1931年3月 中国共産党に入党
- 1940年01月 黄河支隊 政治委員
- 1946年12月 豫皖蘇軍区司令員
- 1955年5月 チベット軍区（西蔵軍区）司令員
- 1955年9月 中将
- 1959年6月 チベット反乱鎮圧を指揮
- 1962年10月20日 インド戦の指揮
- 1967年5月 成都軍区政務委員
- 1965年 チベット自治区党委員会第一書記に任命
- 1968年12月 四川省革命委員会主任
- 1971年 四川省第一書記
- 1972年2月21日 死去、享年58